# PSTech
PSTech (Power Symbol Technology) je srpska kompanija sa sedištem u Beogradu, koja se bavi razvojem softvera. Glavne oblasti ekspertize kompanije predstavljaju razvoj objektno-orijentisanog softvera, dizajn baza podataka i mobilnih platformi (Android, iPad). Pored toga, PSTech predstavlja najveći regionalni centar za funkcionalno testiranje i testiranje performansi softvera.

## Radno okruženje
Radne prostorije kompanije PSTech su otvorenog tipa (engl. open space), međutim za razliku od koncepta poslovnog prostora u kojem dominira jedan ogroman radni prostor, zbog arhitektonskog stila gradnje GTC kompleksa poslovne prostorije su kružno raspoređene, a centralni deo svakog sprata zgrade upotrebljen je za požarne stepenice, lift i hodnike. Među poslovnim prostorijama odvojena je posebna sala za stoni tenis, zatim trenažer za simulaciju vožnje biciklom, dva stona fudbala, dve prostorije za pušače i dve kuhinjske prostorije. Zaposleni mogu koristiti ove prostorije u toku odmora od rada.
Kompanija nudi svojim zaposlenima niz podsticaja u vidu zabavnog ili rekreativnog sadržaja, kao i u vidu besplatnih osvežavajućih napitaka. Jednom u toku radne nedelje radnici mogu iskoristiti grupni sportski termin za košarku i odbojku na račun kompanije, u toku jednog sata radnog vremena. Jednom godišnje, na tradicionalnoj prednovogodišnjoj zabavi, dodeljuju se novčane nagrade za radnika godine u okviru svakog sektora, a u toku leta organizuje se zajednički izlet i sportski dan u prirodi.

## PSTech proizvodi
Tokom više od 15 godina poslovanja, PSTech je razvio grupu sopstvenih proizvoda, koji predstavljaju rešenja najčešćih zahteva klijenata. Među njima su:
- LoadXpert — performance testing tool
- SugarCRM konektor za Cisco IP telefoniju
- Sailing Tactician — android aplikacija za pomoć pri jedrenju
- NLM Tool - alat za praćenje životnog ciklusa baznih stanica u telekom industriji

Takođe su napravljena i rešenja bazirana na SugarCRM platformi — BankingCRM i PharmaCRM.

## Edukacija zaposlenih
U junu 2012. godine PSTech je poslao svog predstavnika na Majkrosoftovu godišnju konferenciju TechEd, koja se ove godine organizovala u Amsterdamu. Konferencija predstavlja priliku da se profesionalci u oblasti informacionih tehnologija susretnu sa brojnim stručnjacima i predstavnicima iz samog Majkrosofta, čuju njihove planove o daljem razvoju i izveštaje o dosadašnjim dostignućima. Događaj je propraćen zabavnim sadržajem, upoznavanjem i sesijama „Pitajte stručnjaka“. Agenda konferencije je širokog obima i učesnici mogu odabrati teme predavanja kojima će prisustvovati, a predstavnik PSTech-a je prisustvovao sesijama na teme „Developer Tools, Languages & Frameworks (DEV)“, „Security & Identity“ i „Exchange & Lync“.
PSTech podržava i koncept studentske prakse, te je pokrenuo program stručnih praksi za studente završnih godina Matematičkog, Elektrotehničkog i Fakulteta organizacionih nauka, kako bi sa fakulteta izašli sa relevantnim radnim iskustvom i poznavanjem trendova i tehnologija IT industrije. Praktikanti, koji su plaćeni i u toku prakse i po svršetku dobijaju mogućnost zaposlenja, u proseku sačinjavaju 5,5% ukupnog broja radnika u toku 2011. i 2012. godine, sa dosadašnjim ukupnim brojem od preko 70.

## Priznanja
Godine 2006. PSTech je od SIEPA, agencije za strana ulaganja i promociju izvoza Republike Srbije, dobila priznanje Izvoznik godine u kategoriji malih i srednjih preduzeća.
Godine 2009. PSTech je ponovo osvojio istu nagradu Izvoznik godine, postajući na taj način jedina kompanija koja je osvojila ovu prestižnu nagradu dva puta, od njenog ustanovljenja. Nagrada je dodeljena „zbog izvanrednih izvoznih aktivnosti na evropskom i američkom tržištu, kao i zbog saradnje s međunarodnim ICT gigantima“
U junu 2010. godine PSTech je postao jedan od korisnika programa Vlade Srbije za dodelu subvencionisanih kredita za kupovinu softvera domaće proizvodnje i tom prilikom ministar ekonomije Mlađan Dinkić i ministarka za telekomunikacije i informaciono društvo Jasna Matić posetili su prostorije PSTech-a.
18. maja 2012. godine u Londonu, u okviru svečanosti pod nazivom „Žene u biznisu“generalnoj direktorci kompanije, Branki Radovanović, u Londonu je dodeljena nagrada za izuzetna dostignuća u oblasti preduzetništva, koju dodeljuje Evropska banka za obnovu i razvoj (EBRD).

## Društveno-odgovorno poslovanje
PSTech je bio srebrni pokrovitelj JobFair-a (Sajma poslova za studente tehničkih fakulteta) 2010, 2011. i 2012. godine. Tokom 2011. godine kompanija je učestvovala u akciji pomoći Centra za integraciju mladih, tako što je donirala razvoj i implementaciju softverskog rešenja za potrebe Svratišta za decu.
„Međunarodni dan devojčica“, koji se tradicionalno obeležava poslednjeg četvrtka u aprilu svake godine i čiji je cilj da se devojčice upoznaju profesijama kojima se žene retko bave, 2012. godine obeležen je u kompaniji PSTech.

## Spoljašnje veze
- Zvanična stranica
- Poslovna stranica na Fejsbuku
- Kanal na Tviteru